# 国際観光学部
国際観光学部とは大学に置かれる学部の一つであり国際観光学を教育研究することを目的としている。現代では観光立国推進基本法の施行などにより観光学系学問への注目が集まるとともに、各大学では国際観光学部も含めた観光学を学べる学部学科の増設が相次いでいる。
国際観光学部の学生は在学中に国際観光に欠かせない外国語を利用したコミュニケーションスキルを取得するとともに、TOEICやTOEFLなどのメジャーな検定は勿論の事、観光英語検定などの国際観光系に特化したユニークな資格取得も目指す。

## 国際観光学部を置く大学
- 東洋大学（2017年度～）国際地域学部国際観光学科から改組
- 平安女学院大学
- 大阪成蹊大学　（2022年度～）経営学部国際観光ビジネス学科から改組

## 国際観光学部を置いていた大学
- 阪南大学（2024年から国際学部に改組）